# Hubert Buchberger
Hubert Buchberger (* 9. September 1951 in Frankfurt am Main; † 5. Juni 2025 ebenda) war ein deutscher Violinist, Dirigent und Hochschullehrer an der Musikhochschule in Frankfurt am Main.

## Leben und Wirken
Hubert Buchberger studierte von 1970 bis 1978 an der Hochschule für Musik und Darstellende Kunst Frankfurt am Main bei Heinz Stanske und Günther Weigmann Violine und Kammermusik.
1974 war er Gründungsmitglied des Buchberger-Quartetts, dessen Primarius er bis zu dessen Auflösung 2014 war. 1978 und 1979 war das Quartett Preisträger der „Bundesauswahl Junger Künstler“ des Deutschen Musikrates und gewann internationale Wettbewerbe in Portsmouth, Hannover und Evian. Von 1974 bis 2011 leitete er zudem das Offenbacher Kammerorchester.
1977 erhielt Buchberger einen Lehrauftrag an der Frankfurter Musikhochschule, 1985 wurde er dort zum Honorarprofessor ernannt und 1988 zum hauptamtlichen Professor für Kammermusik berufen. Er unterrichtete die Fächer Kammermusik/Liedgestaltung und Streicherkammermusik. Aus seinen Kammermusikklassen sind diverse konzertierende Ensembles hervorgegangen. Von 1991 bis 1994 war er Prorektor, von Mai 1998 bis November 1999 Dekan des Fachbereichs Künstlerische Ausbildung, von November 1999 bis Juli 2002 Vizepräsident der Musikhochschule.
Als Juror wirkte er an Landes- und Bundeswettbewerben „Jugend musiziert“ und anderen Musikwettbewerben mit. Seit 2007 hatte er die künstlerische Leitung der Osnabrücker Kammermusiktage übernommen.
Buchberger lebte in Bad Vilbel.